# Banca nazionale di Polonia
Il Narodowy Bank Polski è la banca centrale della Polonia, fondata nel 1945. Controlla l'emissione della valuta polacca, lo Złoty polacco. Ha sede a Varsavia e filiali in 16 principali città polacche. La NBP rappresenta la Polonia nel Sistema europeo di banche centrali, un'organizzazione dell'UE. La banca non traduce il proprio nome in inglese e utilizza il proprio nome polacco in tutte le comunicazioni.

## Storia
Sebbene la banca esista con il suo nome attuale dal 1945, [3] rivendica l'eredità di due precedenti banche centrali, entrambe denominate Banca di Polonia (in polacco: Bank Polski). La Prima Banca della Polonia fu fondata a Varsavia nel 1828 dal principe Franciszek Ksawery Drucki-Lubecki sotto il governo del Regno di Polonia. La Seconda Banca della Polonia, fondata nel 1924, era la banca centrale della Seconda Repubblica Polacca.
Durante la seconda guerra mondiale le riserve auree della Polonia furono trasferite alla Romania, alla Gran Bretagna e al Canada. Nel novembre 1946, in seguito alla cancellazione del debito di guerra della Polonia, la maggior parte delle riserve auree prebelliche furono restituite alle nuove autorità comuniste. Nel 1947 fu restituito l'oro depositato in Romania nel 1939, mentre la stessa ex Banca di Polonia fu chiusa e infine nel 1952 assorbita dalla neonata Narodowy Bank Polski.
Quest'ultima era una delle due banche autorizzate a operare nell'economia pianificata della Polonia del dopoguerra. Aveva il monopolio della valuta, dei crediti e dell’accumulo di risparmi. L'altra banca, la PKO Bank Polski, era responsabile dei conti privati. Dopo la caduta del sistema comunista nel 1989, fu reintrodotta l’economia di mercato e la NBP limitò le sue funzioni al controllo valutario e alla supervisione di altre banche controllate privatamente.

## Elenco dei Presidenti
| Progr. | Presidente                    | Periodo           |
| ------ | ----------------------------- | ----------------- |
| I      | Edward Drożniak               | 1945–1949         |
| II     | Witold Trąmpczyński           | 1950–1956         |
| III    | Edward Drożniak               | 1956–1961         |
| IV     | Adam Żebrowski                | 1961–1965         |
| V      | Stanisław Majewski            | 1965–1968         |
| VI     | Leonard Siemiątkowski         | 1968–1972         |
| VII    | Witold Bień                   | 1973–1980         |
| VIII   | Stanisław Majewski            | 1981–1985         |
| IX     | Zdzisław Pakuła (nelle veci)  | 1985              |
| X      | Władysław Baka                | 1985–1988         |
| XI     | Zdzisław Pakuła               | 1988–1989         |
| XII    | Władysław Baka                | 1989–1991         |
| XIII   | Grzegorz Wójtowicz            | 1991              |
| XIV    | Andrzej Topiński (nelle veci) | 1991–1992         |
| XV     | Hanna Gronkiewicz-Waltz       | 1992–2000         |
| XVI    | Leszek Balcerowicz            | 2001–2007         |
| XVII   | Sławomir Skrzypek             | 2007–2010         |
| XVIII  | Piotr Wiesiołek (nelle veci)  | 2010              |
| XIX    | Marek Belka                   | 2010-2016         |
| XX     | Adam Glapiński                | da 21 giugno 2016 |